# Holónomo (robótica)
Un robot es holonómico si todas las restricciones a las que está sometido son integrables en las restricciones posicionales de la forma:
{\displaystyle f(q_{1},q_{2},...,q_{n};t)=0}
Las variables {\displaystyle q_{i}} son las coordenadas del sistema. Cuando un sistema contiene restricciones que no pueden escribirse en esta forma, debe ser no holonómico.
En términos más simples, se dice que un sistema es holonómico cuando el número de grados de libertad controlables es igual a los grados totales de libertad.

## Ejemplo

URANUS - este robot móvil es holonómico gracias a sus ruedas omnidireccionales "Mecanum"

Considere un robot móvil como el que se representa a la derecha, moviéndose en el plano bidimensional. Imagine que tres ruedas omnidireccionales están montadas en el bastidor del robot. Cada rueda {\displaystyle W_{i}} se describe por sus coordenadas {\displaystyle (x_{i},y_{i})}, de modo que una configuración del robot puede ser dada por los seis escalares {\displaystyle (x_{1},y_{1},x_{2},y_{2},x_{3},y_{3})}. Además, cada rueda {\displaystyle W_{i}} puede impulsar una velocidad {\displaystyle \mathbf {v} _{i}=(v_{x,i},v_{y,i})} al robot. Sin embargo, debido a que las tres ruedas están conectadas por el bastidor rígido del robot, sus velocidades relativas son cero (a menos que el marco se rompa):
{\displaystyle {\overrightarrow {W_{1}W_{2}}}\cdot (\mathbf {v} _{1}-\mathbf {v} _{2})=0}
{\displaystyle {\overrightarrow {W_{2}W_{3}}}\cdot (\mathbf {v} _{2}-\mathbf {v} _{3})=0}
{\displaystyle {\overrightarrow {W_{3}W_{1}}}\cdot (\mathbf {v} _{3}-\mathbf {v} _{1})=0}
Estas restricciones de velocidad se integran en las restricciones de posición
{\displaystyle d(W_{1},W_{2})=\|{\overrightarrow {W_{1}W_{2}}}\|=D_{1}}
{\displaystyle d(W_{2},W_{3})=\|{\overrightarrow {W_{2}W_{3}}}\|=D_{2}}
{\displaystyle d(W_{3},W_{1})=\|{\overrightarrow {W_{3}W_{1}}}\|=D_{3}}
donde {\displaystyle D_{1},D_{2},D_{3}} son constantes escalares. El sistema es, por lo tanto, holonómico.
Veamos finalmente el grado de libertad del robot. Inicialmente utilizamos seis coordenadas {\displaystyle (x_{1},y_{1},x_{2},y_{2},x_{3},y_{3})} para describir una configuración del robot. Sin embargo, cada una de las restricciones de posición "consume" un grado de libertad. Por ejemplo, {\displaystyle d(W_{1},W_{2})=D_{1}} implica que {\displaystyle (x_{2}-x_{1})^{2}+(y_{2}-y_{1})^{2}=D_{1}}, i.e., {\displaystyle x_{2}^{2}-2x_{1}x_{2}+x_{1}^{2}+(y_{2}-y_{1})^{2}-D_{1}=0}. La coordenada {\displaystyle x_{2}} puede entonces ser reemplazada por la raíz apropiada de este polinomio cuadrático. Repitiendo el proceso tres veces nos deja con tres coordenadas irreducibles, correspondientes a los tres grados de libertad del sistema.
Obsérvese que las coordenadas generalizadas más simples para este sistema son {\displaystyle (x,y,\theta )}, donde {\displaystyle x} y {\displaystyle y} y denotan traducción a lo largo de los ejes planos, y {\displaystyle \theta } es la orientación del robot.

## Contraejemplo
El triciclo puede parecer un sistema robótico similar, sin embargo es no-holonómico debido al problema  del estacionamiento paralelo.